# Byków (rejon mościski)
Byków (ukr. Биків) – wieś na Ukrainie, na terenie obwodu lwowskiego, w rejonie jaworowskim (do 2020 roku w rejonie mościskim).

## Historia
We wsi zachował się Fort I/2 - element kompleksu budowli obronnych z XIX-XX wieku Twierdzy Przemyśl z pobliskiego Przemyśla. Kompleks składa się z 57 fortów, z których sześć aktualnie znajdujących się na Ukrainie:
- Fort I/1 Łysiczka na zachód od Bykowa
- Fort I/2 Byków
- Fort I/3 Pleszowice
- Fort I/4 Maruszka Las na północ od Popowic
- Fort I/5 Popowice
- Fort I/6 Dziewięczyce na południowy zachód od f. Maruszka Las[2]